# Giro della Provincia di Reggio Calabria 1953
Il Giro della Provincia di Reggio Calabria 1953, quattordicesima edizione della corsa, si svolse il 27 settembre 1953 su un percorso di 236 km, con partenza e arrivo a Reggio Calabria. La vittoria fu appannaggio dell'italiano Luciano Maggini, che completò il percorso in 7h42'34", alla media di 30,612 km/h, precedendo i connazionali Dante Rivola e Annibale Brasola.

## Ordine d'arrivo (Top 10)
| Pos. | Corridore                    | Squadra                      | Tempo                        |
| ---- | ---------------------------- | ---------------------------- | ---------------------------- |
| 1    | Luciano Maggini              | Atala-Pirelli                | 7h42'34"                     |
| 2    | Dante Rivola                 | Bartali                      | s.t.                         |
| 3    | Annibale Brasola             | Torpado-Ursus                | s.t.                         |
| 4    | Rinaldo Moresco              | Arbos                        | s.t.                         |
| 5    | Primo Volpi                  | Arbos                        | s.t.                         |
| 6    | Angelo Conterno              | Fréjus                       | s.t.                         |
| 7    | Luciano Frosini              | Arbos                        | s.t.                         |
| 8    | Gianni Ghidini               | Atala-Pirelli                | s.t.                         |
| 9    | Luigi Mastroianni            | Girardengo-Hutchinson        | s.t.                         |
| 10   | Cinque ciclisti s.t. ex æquo | Cinque ciclisti s.t. ex æquo | Cinque ciclisti s.t. ex æquo |